# Hard Rock Hotel and Casino
Pour les articles homonymes, voir Hard rock (homonymie).
Le Virgin Hotels Las Vegas (anciennement nommé Hard Rock Hotel and Casino ) est un complexe de loisirs situé à Paradise, près de Las Vegas dans le Nevada. Il est la propriété de Brookfield Asset Management et Warner Gaming, LLC.. L'établissement est situé sur un terrain de 16,7 acres (67 583 m2) à l'angle de Harmon Road et de Paradise Road. Il inclut notamment un hôtel, un casino de 30 000 pieds carrés (2 787 m2) et une salle de concerts nommée « The Joint ». Il apparaît dans le jeu Grand Theft Auto: San Andreas sous le nom de V-Rock Hotel.

## Histoire
Le Hard Rock Hotel and Casino a été construit en 1995 par Peter Morton, cofondateur du Hard Rock Cafe. Il a fait l'objet d'une première extension en 1999, puis d'une nouvelle en 2007.